# Eisenschuh

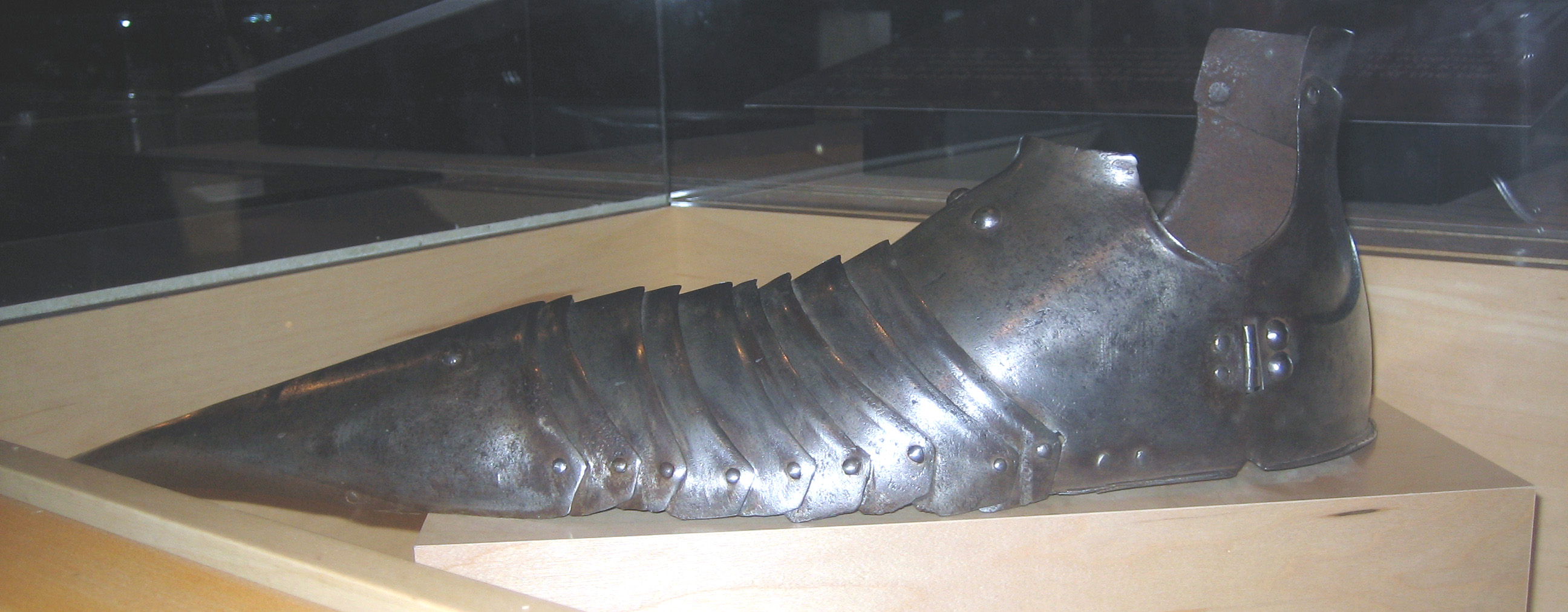
Eisenschuh in Form eines Schnabelschuhs

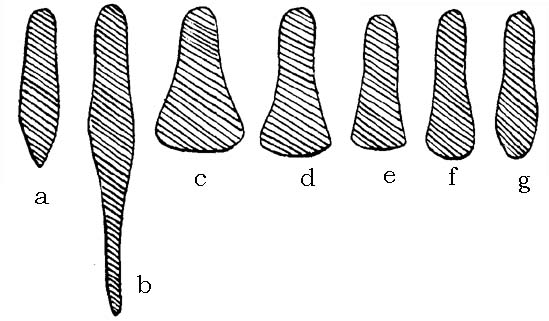
Evolution:
а) 1290–1390. b) 1300–1490. с) 1500–1530. d) 1530–1540. е) 1540–1550. f) 1550–1560. g) 1560–1590.
(Handbuch der Waffenkunde. Das Waffenwesen in seiner historischen Entwicklung vom Beginn des Mittelalters bis zum Ende des 18. Jahrhunderts. Leipzig 1890)

Der Eisenschuh (auch Soleret, Panzerschuh, Bärlatsch, engl.: Sabaton) ist Teil der mittelalterlichen bzw. renaissancezeitlichen Rüstung.

## Beschreibung
Der Eisenschuh trat in der ersten Hälfte des 14. Jahrhunderts auf, in dieser Zeit aber immer nur in Verbindung mit der Beinröhre (Diechling), an der er befestigt wurde, oder ein Teil davon war. Er hat seinen Ursprung etwa im 13. Jahrhundert, als an den Beinröhren eine feststehende, waagerechte Platte angebracht wurde, die über dem Kettenpanzer der Füße lag und dazu diente, den Vorderfuß zu schützen. Diese Platte wurde mit einem Lederriemen an der Ferse fixiert. Die einfachen Söldner trugen zu dieser Zeit einfache Lederschuhe, die mit Metallplatten beschlagen waren. Mit der Weiterentwicklung der Rüstungen änderte sich auch die Form der Panzerschuhe. Sie wurden am Zehenteil zunehmend spitzer, bis sie zu einem langen, leicht nach unten gebogenen, spitzen „Stachel“ geformt wurden (Panzerschnabelschuh). Der Stachel hat verschiedene Längen. Er diente unter anderem dazu, den Fuß vor dem Abrutschen aus dem Steigbügel zu sichern. Diese Schnabelschuhe gab es in verschiedenen Ausführungen. Sie waren anfangs am Schuh fest gearbeitet, wurden aber bei zunehmender Länge auch abnehmbar gestaltet, da das Gehen mit den langen, nach unten gebogenen Stacheln unmöglich wurde. In Italien wurden diese Schnäbel aus mit Leder überzogenem Holz hergestellt. Sie wurden erst an den Schuh angesteckt und mit Drehbolzen befestigt, wenn der Reiter auf dem Pferd saß. Diese Schnabelschuhe hielten sich bis etwa 1490.
Zum Ende des 15. Jahrhunderts wurde eine Reform für die Eisenschuhe durch den römisch-deutschen König Maximilian I. und Markgraf Albrecht Achilles von Brandenburg eingeführt. Die Formen, die sich daraus entwickelten, nahmen groteske, plumpe Formen an. Das vordere Fußende wurde um ein Vielfaches breiter, bis sie die Form eines Entenfußes annahmen. Diese Formen wurden „Kuhmaul“, „Bärenfuß“ (franz. Pied d’ours) oder „Entenfuß“ genannt. 
Gegen 1560 normalisierten sich die Formen und wurden normalen Schuhen wieder ähnlich.
Um die Schuhe beweglicher zu machen, wurde das Metall mit „Schüben“ versehen (geschoben) gearbeitet. Zuerst wurde ein Geschübe, also eine Art Gelenk, am Mittelfuß angebracht (Ristgeschübe), anschließend an den Zehen (Ballengeschübe) und am Schluss am Bein in der Höhe des Knöchels (Knöchelgeschübe). Mit dem Ende der Rüstungen verloren die Eisenschuhe ihre Bedeutung als Schutzwaffe.

## Belege
1. ↑  Pons (Memento vom 30. August 2011 im Internet Archive)
2. ↑  Wendelin Boeheim: Handbuch der Waffenkunde. Das Waffenwesen in seiner historischen Entwickelung vom Beginn des Mittelalters bis zum Ende des 18. Jahrhunderts (= Seemanns kunstgewerbliche Handbücher. Bd. 7, ZDB-ID 53757-3). Seemann, Leipzig 1890, S. 118–119 (Nachdruck. Fourier Verlag, Wiesbaden 1985, ISBN 3-201-00257-7).